# 대한민국 상법 제398조
대한민국 상법 제398조는 이사 등과 회사 간의 거래에 대한 상법 회사법의 조문이다.

## 조문
제398조(이사 등과 회사 간의 거래) 다음 각 호의 어느 하나에 해당하는 자가 자기 또는 제3자의 계산으로 회사와 거래를 하기 위하여는 미리 이사회에서 해당 거래에 관한 중요사실을 밝히고 이사회의 승인을 받아야 한다. 이 경우 이사회의 승인은 이사 3분의 2 이상의 수로써 하여야 하고, 그 거래의 내용과 절차는 공정하여야 한다.
1. 이사 또는 제542조의8제2항제6호에 따른 주요주주
2. 제1호의 자의 배우자 및 직계존비속
3. 제1호의 자의 배우자의 직계존비속
4. 제1호부터 제3호까지의 자가 단독 또는 공동으로 의결권 있는 발행주식 총수의 100분의 50 이상을 가진 회사 및 그 자회사
5. 제1호부터 제3호까지의 자가 제4호의 회사와 합하여 의결권 있는 발행주식총수의 100분의 50 이상을 가진 회사

## 판례
- 모회사 이사와 자회사의 거래가 구 상법 제398조에 따라 모회사 이사회의 승인을 받아야 하는 거래가 아니다[1]
- 상법 제398조가 이사와 회사의 거래에 관하여 이사회의 승인을 얻도록 한 취지 및 이사와 회사 사이의 거래에서 거래 상대방인 이사 스스로가 상법 제398조 위반을 이유로 거래의 무효를 주장하는 것이 허용되는지 여부에 법원은 원칙적 소극(주장하는 것이 허용되지 않음)으로 판단하였다[2]
- 이사가 회사에 대하여 담보 약정 등 없이 금전을 대여하는 행위와 같이 성질상 회사와 이사 사이의 이해충돌로 인하여 회사에 불이익이 생길 염려가 없는 경우에는 상법 제398조에 의한 이사회의 승인이 필요하지 않다[3]
- 상법 제398조 전문이 이사와 회사 사이의 거래에 관하여 이사회의 승인을 얻도록 정한 취지 및 위 규정이 이사회의 사전 승인만을 규정하고 사후 승인은 배제하고 있는 것인지 여부에 법원은 소극(배제하는 것이 아님. 즉, 사후 승인은 가능함)으로 판단하였고[단, 주주총회의 사후승인은 만장일치로도 불가능하고(채무불이행책임은 면하게 할 수 있으나[4] 불법행위책임은 면할 수 없음[5])이사회의 사후 승인만이 가능하고, 무권대리의 추인과 같이 사후 승인시에 새로운 법률행위를 한 것으로 보는 것이지 소급하여 불법행위가 없어지는 것은 아님], 이사와 회사 사이의 이익상반거래와 관련된 이사는 이사회의 승인 전에 그 거래에 관한 자기의 이해관계 등을 개시할 의무가 있는지 여부(적극) 및 위 사항이 이사회에 개시되지 아니한 채 단순히 통상의 거래로서 허용하는 이사회의 결의가 이루어진 경우, 상법 제398조 전문이 규정한 이사회의 승인이 있다고 볼 수 있는지 여부 역시 소극(이사회의 승인이 있었다고 볼 수 없음)으로 판단하였다[6]
- 회사의 채무부담행위가 상법 제398조 소정의 이사의 자기거래에 해당하여 이사회의 승인을 요한다고 할지라도, 위 규정의 취지가 회사 및 주주에게 예기치 못한 손해를 끼치는 것을 방지함에 있다고 할 것이므로, 그 채무부담행위에 대하여 사전에 주주 전원의 동의가 있었다면 회사는 이사회의 승인이 없었음을 이유로 그 책임을 회피할 수 없다[7].
- 회사의 이사에 대한 채무부담행위가  상법 제398조 소정의 이사의 자기거래에 해당하는 경우라도 사전에 주주 전원의 동의가 있었다면 회사가 이사회의 승인이 없었음을 이유로 책임을 회피할 수 있는지 여부에 법원은 소극으로 판단하였다[8]
- 상법 제398조의 취지는 이사가 회사의 이익을 희생으로 하여 자기 또는 제3자의 이익을 도모할 염려가 있기 때문에 이를 방지하여 회사의 이익을 보호하려는데 목적이 있는 것이므로 여기에서 이사라 함은 거래당시의 이사와 이에 준하는 자(이사직무대행자, 청산인 등)에 한정할 것이고 거래당시 이사의 직위를 떠난 사람은 여기에 포함되지 않는다 할 것이며 이사가 회사에 투자를 하였다가 위 투자금을 반환받는 거래의 경우에도 마찬가지다[9]

## 참고문헌
- 김효신. (2020). 상법 제398조 자기거래제한 규정의 쟁점 및 개선방안. 법과기업연구, 10(1), 129-152.
- 양동석. (2006). 理事와 會社間의 어음去來와 상법 제398조 적용. 기업법연구, 20(2), 137-156.
- 김병기. (2011). 理事의 自己去來와 개정 상법 제398조. 법학연구, 33, 171-192.
- 이원석. (1981, 12). 상법대강좌 상법 제398조와 어음거래. 고시계, 27(1), 29-38.
- 이윤영. (1981, 6). 상법 1.상법 제398조와 어음행위 2.배서와 채권양도의 차이. 고시계, 26(7), 192-194.
- 김상규. (2014). 상법 제398조에 관한 소고 - 실질적 개정을 중심으로 -. 경제법연구, 13(2), 107-131.
- 정준우. (2013). 상법 제398조와 제542조의9의 적용대상에 있어서의 상관관계 검토. 증권법연구, 14(2), 237-275.
- 김한종. (2018). 상법상 이사 등의 자기거래에 관한 연구- 상법 제398조의 해석상의 주요 쟁점 및 입법론적 개선방안 -. 법학연구, 29(2), 273-304.
- 김영호. (2008). 회사의 사업기회를 유용한 이사의 자기거래의 금지: 개정상법안 제398조 제(3)항의 법리 구성 및 입법론적 검토. 동아법학,(42), 381-414.
- 하영태. (2013). 상법 제398조의 내용 및 합리적 적용방안. 법과기업연구, 3(2), 143-179.
- 최호진, 최준선. (2011). 개정 상법 제398조의 자기거래에 있어서 공정성 요건에 관한 연구. 성균관법학, 23(3), 769-798.
- 김병기. (2010). 理事의 自己去來에 관한 商法 改正案 제398조에 대한 意見. 법학연구, 37, 265-287.
- 이상훈. (2019). 합병비율 불공정에 대한 상법 제399조, 제401조의 적용 가능성 - 주주는 보호되는가? -. 증권법연구, 20(3), 49-83.

## 같이 보기
- 자기거래